# Nová Ves u Chotěboře
Nová Ves u Chotěboře là một làng thuộc huyện Havlíčkův Brod, vùng Vysočina, Cộng hòa Séc.